# Gullveig

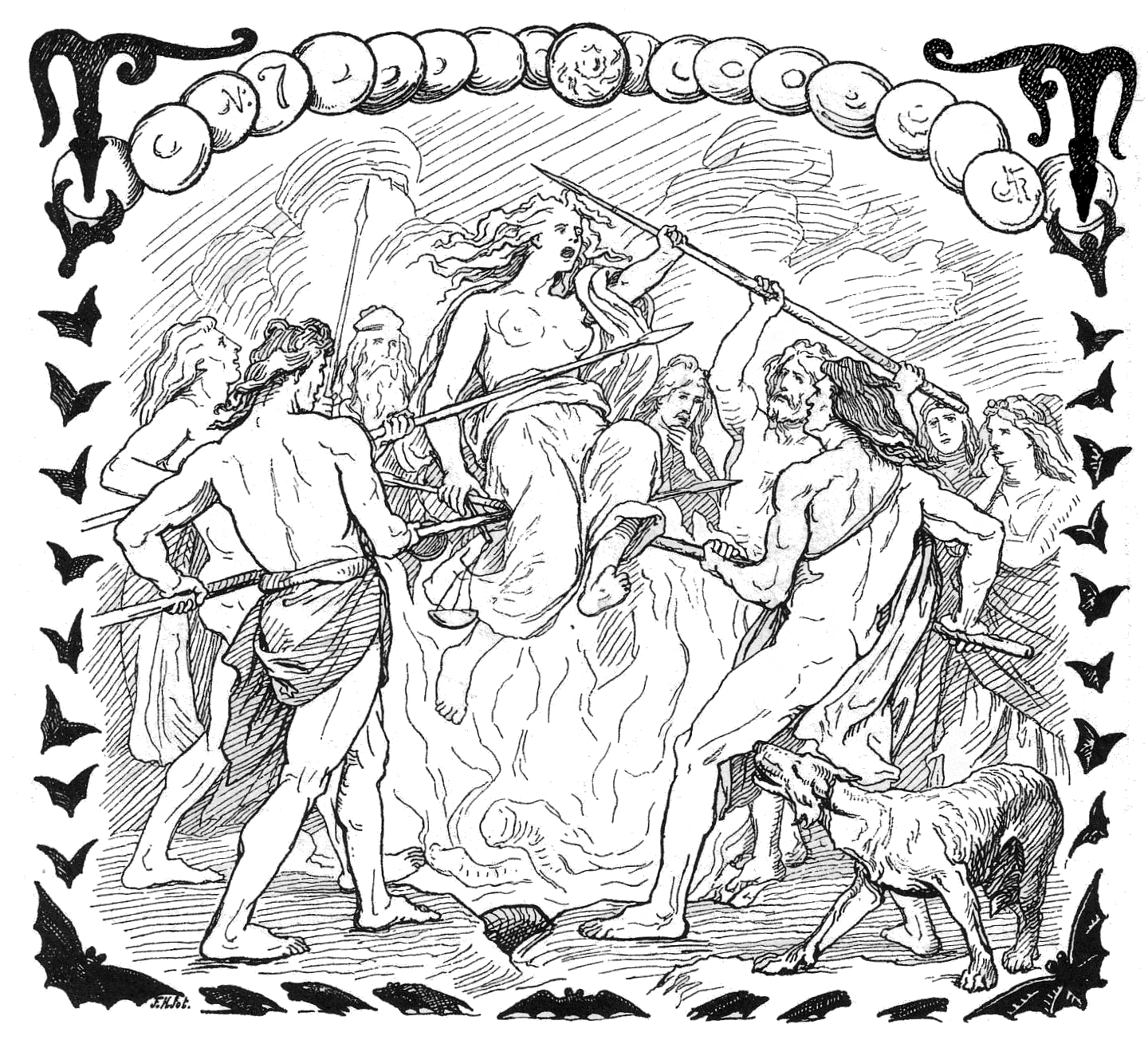
Gullveig wordt op speren boven een vuur gehangen door de Asen, Lorenz Frølich, 1895

Gullveig (ook wel Goudroes) was een godin uit de Noordse mythologie. 
De naam Gullveig valt op te delen in twee delen, gull- en -veig. Gull betekent goud, en veig wordt in de dichtkunst van de Skalden bijna altijd gebruikt als benaming voor alcoholische drank. Zo wordt haar naam dus 'goud-dronken'. 

## Völuspá

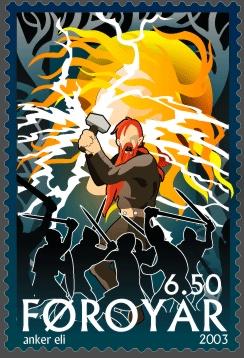
Terechtstelling van Gullveig, postzegel van de Faeröer

In Völuspá, stanza 21, wordt beschreven dat Gullveig door de Asen op speren gestoken wordt. De term suggereert dat ze op zoveel speren gestoken werd dat ze niet meer op de grond stond. Vervolgens verbrandden zij haar driemaal, maar bleef ze leven. Dit leidde tot de oorlog tussen de Wanen en de Asen, wat suggereert dat zij een Wane was. 
In stanza 22 wordt zij Heiðr genoemd, wat de glanzende betekent. Zij betoverde waar ze kon en toverde in een trance. Het werkwoord 'toveren' staat in het origineel als 'seidh', wat te kennen geeft dat Gullveig-Heidh de kunst van seidhr verstond. Ook kon zij spá 'volu vel spá' 'volva goed in spá' (voorspellen, zie volva). Ook wordt zij het plezier van kwade vrouwen genoemd, wat suggereert dat zij een heks, fordodha was. 
Waarschijnlijk is Gullveig-Heidh dezelfde als de Wane Freya. Haar associatie met goud, seidhr, spá en heksen/fordodha wijzen hierop. Ook haar status onder de Wanen - zij wilden voor haar oorlog voeren - en haar latere leven bij de Asen (zij wordt niet genoemd als gijzelaar) wijzen hierop.

## Referentie
- Turville, Petre. E.O.G. Myth and Religion of the North: The Religion of Ancient Scandinavia. London: Weidenfeld and Nicolson, 1964.

Asen · Baldr · Bil · Billing · Bragi · Búri · Eir · Fjorgyn · Fosite · Freya · Freyr · Frigg · Fulla · Gefjun · Gerd · Gná · Gullveig · Heimdall/Rig · Hel · Hermod · Hlín · Hnoss · Hodr · Hœnir · Iðunn · Jörd · Lofn · Loki · Máni · Magni · Modi · Nanna · Njördr · Odin · Óðr · Rindr · Sága · Sif · Sigyn · Sjöfn · Skaði · Snotra · Sól · Syn · Thor · Týr · Ullr · Vali · Vár · Vé · Vili · Vidar · Vör · Wanen